# The Great Southern Trendkill
The Great Southern Trendkill é o oitavo álbum de estúdio da banda de heavy metal Pantera, tendo sido lançado em 1996.
The Great Southen Trendkill foi um reflexo do momento pelo qual passava Phil Anselmo, época conturbada, recheada de problemas pessoais e uso de drogas. Esses sentimentos são refletidos nas canções, violentas e recheadas de ódio. Foi considerado o álbum mais violento do ano, na mesma época em que Phil Anselmo teve uma overdose quase fatal de heroína, na qual foi considerado morto por quatro minutos [carece de fontes?].

## Faixa
| N.º            | Título                             | Duração |  |
| 1.             | "The Great Southern Trendkill"     | 3:46    |  |
| 2.             | "War Nerve"                        | 4:53    |  |
| 3.             | "Drag the Waters"                  | 4:55    |  |
| 4.             | "10's"                             | 4:49    |  |
| 5.             | "13 Steps to Nowhere"              | 3:37    |  |
| 6.             | "Suicide Note, Pt. 1"              | 4:44    |  |
| 7.             | "Suicide Note, Pt. 2"              | 4:19    |  |
| 8.             | "Living Through Me (Hell's Wrath)" | 4:50    |  |
| 9.             | "Floods"                           | 6:59    |  |
| 10.            | "The Underground in America"       | 4:33    |  |
| 11.            | "(Reprise) Sandblasted Skin"       | 5:39    |  |
| Duração total: | Duração total:                     | 53:04   |  |

## Repercussão
'"Floods ", a canção mais longa do álbum, contém um solo de guitarra, considerado por muitos como um dos melhores de Dimebag Darrell. A revista Guitar World classificou o solo de "Floods" como o 19º maior solo de todos os tempos, a mais alta classificação de Dimebag na lista ( os outros dois sendo o solo de Cemetery Gates, classificado na 35º posição, e Walk, classificado na 57º).
O álbum está disponível como conteúdo descarregável em Rock Band, com exceção da música "Suicide Note pt I". "10s" foi incluída na trilha sonora do filme "Dragon Ball Z: Broly - O Lendário Super Sayajin"  na versão da Funimation dub.

## Créditos
- Dimebag Darrell – guitarra, vocal de apoio
- Phil Anselmo – vocais
- Vinnie Paul – bateria, vocal de apoio
- Rex Brown – baixo, vocal de apoio

## Performance nas paradas
| Parada musical (1996)           | Posição |
| ------------------------------- | ------- |
| Australian Albums Chart         | 2       |
| Austrian Albums Chart           | 14      |
| Belgian Albums Chart (Flanders) | 22      |
| Belgian Albums Chart (Wallonia) | 19      |
| Dutch Albums Chart              | 61      |
| Finnish Albums Chart            | 4       |
| German Albums Chart             | 33      |
| New Zealand Albums Chart        | 15      |
| Norwegian Albums Chart          | 14      |
| Swedish Albums Chart            | 7       |
| Swiss Albums Chart              | 37      |
| UK Album Chart                  | 17      |
| U.S. Billboard 200              | 4       |

## Certificação
| País | Certificação | Data                 | Vendas    |
| ---- | ------------ | -------------------- | --------- |
| EUA  | Ouro         | 25 de junho 1996     | 500,000   |
| EUA  | Platina      | 17 de agosto de 2004 | 1,000,000 |